# Tropidophiidae
Tropidophiidae är en familj av ormar i ordningen fjällbärande kräldjur.  De förekommer på västindiska öar samt i Sydamerika.
Hos arter som tillhör familjen Tropidophiidae är den vänstra lungan förminskad eller saknas helt. Hos de flesta boaormar och pytonormar är däremot den högra lungan förminskad. Kännetecknande är en extra lunga vid luftstrupens baksida som tillfällig ersätter den vanliga lungan när ormen sväljer stora byten. Värmekänsliga organ vid nosen saknas.
Arterna jagar i buskar, i trädens lägre delar eller på marken efter små ryggradsdjur som groddjur eller ödlor. Honor föder levande ungar (ovovivipari).

## Taxonomi
Enligt Catalogue of Life omfattar familjen Tropidophiidae 28 arter.
Släkten enligt Catalogue of Life:
- Exiliboa
- Trachyboa
- Tropidophis
- Ungaliophis
- Xenophidion

Efter en molekylärgenetisk studie från 2007 flyttades släktena Exiliboa och Ungaliophis som underfamilj till familjen boaormar. Även släktet Xenophidion tillhör inte längre familjen Tropidophiidae. De listas i nyare studier ofta som självständig familj, Xenophidiidae.